# La Belle Otéro

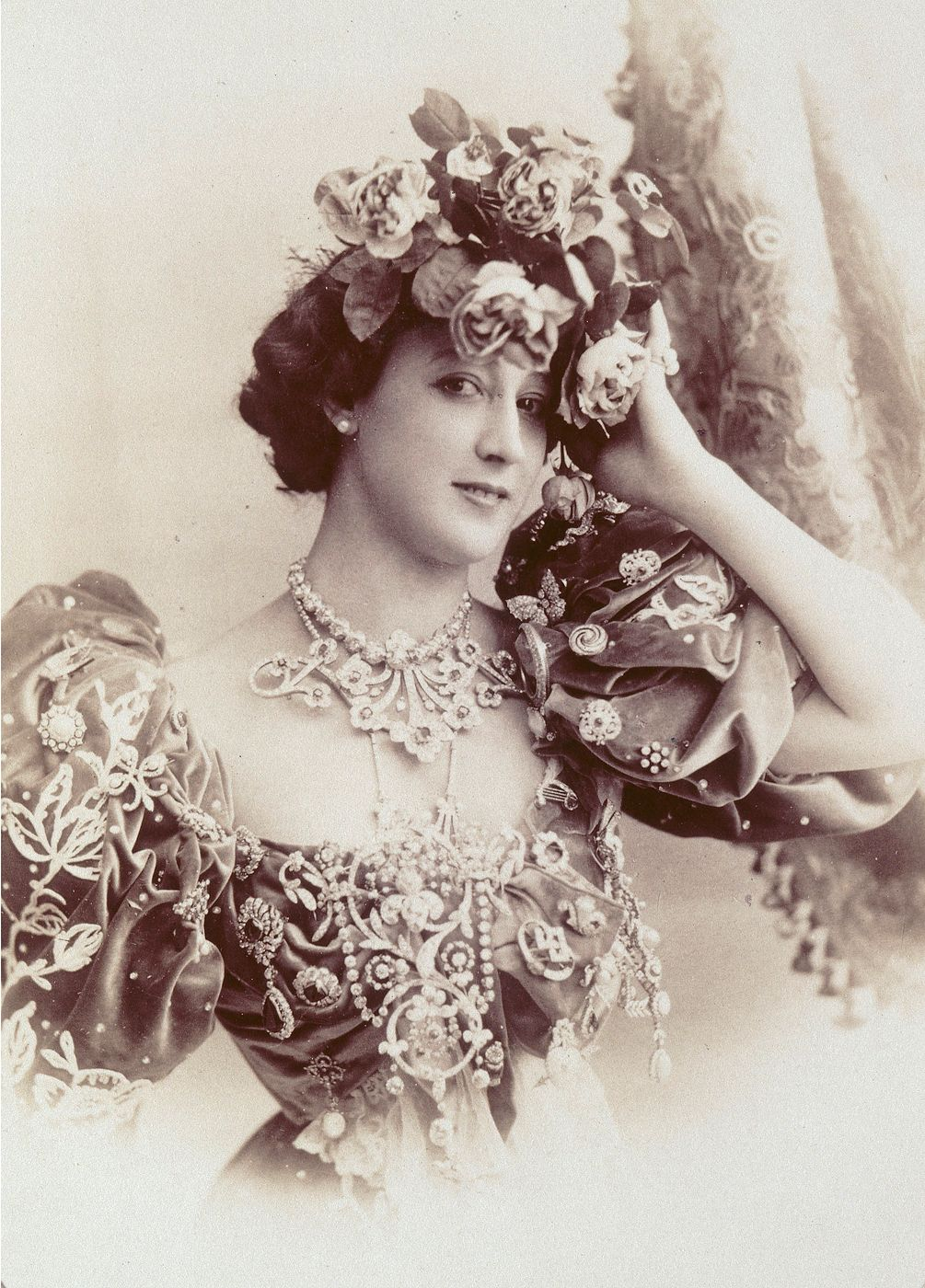
Caroline Otéro (1868–1965) fotografiert von Léopold-Émile Reutlinger (1863–1937)

La Belle Otéro, spanisch Carolina «La Bella» Otero, französisch auch Caroline Otéro genannt, eigentlich Agustina del Carmen Otero Iglesias (* 4. November 1868  in Valga, Provinz Pontevedra, Galicien; † 10. April 1965 in Nizza), war eine spanische Tänzerin, Sängerin und Kurtisane mehrerer gekrönter Häupter, reicher Industriemagnaten und berühmter Künstler. Sie gilt als „Ikone der europäischen Belle Époque“ (Encarna Otero).

## Leben

### Karriere
Otero gab 1887 ihr Debüt im Teatro Avenida in Barcelona mit einer Tanz- und Gesangseinlage in der Operette La Fran Via. Nachdem sie sich der Truppe von Florio angeschlossen hatte, trat sie in Porto mit spanischen Liedern auf. Dort soll sie einen verarmten spanischen Grafen geheiratet haben. Ihr Auftritt im Kristallpalast von Marseille führte zu einem Skandal. Es folgten Auftritte in Paris. 1890 erschien sie zusammen mit ihrem Tanzpartner Evariste in New York. Ihr Gastspiel war so erfolgreich, dass es bis 1891 verlängert wurde. Ihre gesamten Einnahmen verspielte sie nach ihrer Rückkehr nach Europa im Casino von Monte Carlo. Es folgten Auftritte im Berliner Wintergarten, in Wien, Budapest, Moskau und Sankt Petersburg.

Porträt von Marius Antoine Barret: La belle Otéro als „Carmen“, 1898

1894 gab sie ihr Debüt in den Folies Bergère. Aufgrund ihres Erfolgs wurde ihr durch den Direktor Edouard Marchand ein Engagement über zehn Spielzeiten angeboten. Gastspielreisen führten sie u. a. nach München und Berlin. Der Deutsche Kaiser Wilhelm II. entwarf für sie die Pantomime Das Modell, die sie zusammen mit Paul Franck aufführte. Im Oktober 1900 verkörperte sie in Paris die Rolle der Mercédès in Une fête à Seville, einer Pantomime von René Bréviaire. Es folgten weiter erfolgreiche Auftritte in Varietés und Revuen bis 1905.
Im Dezember 1906 heiratete sie den englischen Industriellen René Wep in Paris. 1908 trat sie in den Folies-Bergère auf und im September 1909 in der Pantomime La Belle Mexicaine. 1912/13 zog sie sich von der Bühne zurück und begann, an den Spieltischen der Casinos ihr Vermögen zu verspielen, bis man ihr Geld zahlte, damit sie nicht mehr erschien. Auf einigen Wandgemälden in Salons der Spielcasinos von Nizza, Cannes und Monte Carlo ist La belle Otéro bis heute verewigt. Im Alter von nahezu 97 Jahren starb Otero 1965 in Nizza. Zur Erinnerung wurde an dem Haus, in dem sie bis zuletzt in bescheidenen Verhältnissen lebte (26 rue d’Angleterre, Nizza), eine Gedenktafel angebracht.

### Ikone der Belle Époque
In den Jahren 1892 bis 1910 lernte sie zahlreiche gekrönte Häupter, Mitglieder des Hochadels und der damaligen Gesellschaft kennen, darunter Fürst Albert I. von Monaco, König Leopold II. von Belgien, Zar Nikolaus II., Großfürst Nikolai, Kaiser Wilhelm II., König Alfons XIII. von Spanien, König Eduard VII., König Peter I. von Serbien, Abbas II., den Dichter Gabriele D’Annunzio und den Schah von Persien, mit dem sie eine mehrjährige Beziehung unterhielt.
Zu vielen der prominenten Männer sagte ihr die Presse private Beziehungen oder Liebesaffären nach. Von ihren Verehrern und Liebhabern bekam sie kostbare Geschenke, Juwelen und Wohnungen und profitierte auch sonst durch diese Bekanntschaften. Zu Beginn des 20. Jahrhunderts gehörte die Otéro zu den reichsten Frauen ihrer Zeit, ihr Juwelenbesitz gilt als legendär. Die französische Tageszeitung Le Figaro zählte 1905 einige Schmuckstücke der Otéro auf; darunter befanden sich so erlesenen Stücke wie ein Collier, das angeblich der Königin Marie-Antoinette gehört haben sollte (in Wirklichkeit eine Nachbildung), Diamanten der französischen Kaiserin Josephine, eine Perlenkette aus dem Besitz der Kaiserin Eugénie, eine Kette der Kurtisane Léonide Leblanc sowie ein eigens für Otero angefertigter Diamantbolero von Louis-François Cartier.

### Filmschauspielerin
Im August 1898 drehte Caroline Otéro in Sankt Petersburg mit Félix Mesguich, ein Angestellter der französischen Filmfirma Lumière, einen einminütigen Film Valse Brillante. Der Film sorgte für einen Skandal, da ein Offizier in einer leichtfertigen Szene zu sehen war.

## Bildergalerie

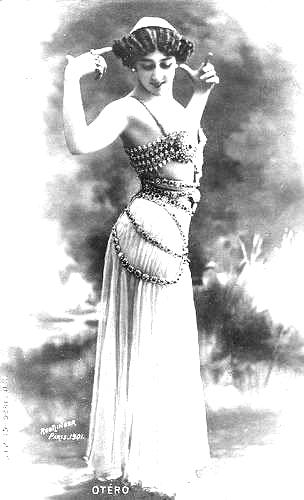
La belle Otéro, 1905
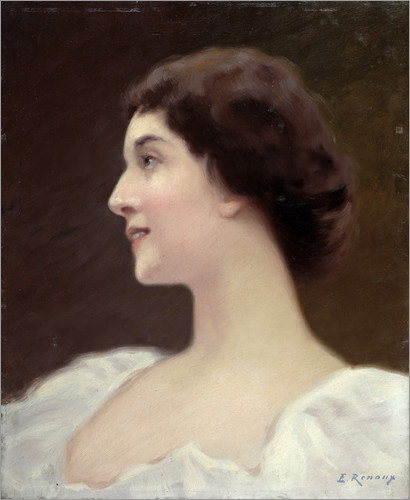
Porträt von Jules Ernest Renoux (1863–1932): La belle Otéro, um 1906
Varieté-Plakat, 1898
Porträt von Leonetto Cappiello (1875–1942): La belle Otéro, Paris 1898
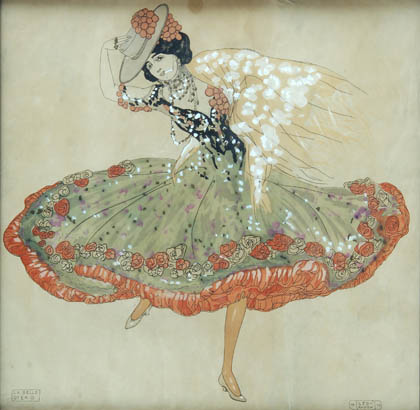
Leo Rauth (1884–1913): La belle Otéro, 1910

## Werke
- Die Erinnerungen der schönen Otero. Autobiographie. Enoch, Hamburg 1927.

## Film
- Richard Pottier (Regie): La belle Otéro (dt. Affäre einer Primadonna), Les Filmes modernes, Frankreich 1954 (92 Min.)